# Inés Parra Juárez
Inés Parra Juárez (20 de abril de 1978) es una política mexicana, miembro del partido Movimiento Regeneración Nacional (Morena). Es diputada federal desde 2018, reelecta en el cargo en 2021.

## Biografía
Cuenta con una carrera técnica en Sistemas Computacionales y es licenciada en Administración Educativa por la Universidad Pedagógica Nacional Unidad Tehuacán.
Se desempeñó como docente de Educación Inicial no Escolarizada del Consejo Nacional de Fomento Educativo y en un colegio particular de la ciudad Ajalpan, Puebla.
Miembro activido de Morena, en 2015 fue postulada como candiata del partido a diputada federal, no habiente logrado el triunfo. En 2018 fue nuevamente postulada al cargo como parte de la coalición Juntos Haremos Historia, siendo electa a la LXIV Legislatura por el Distrito 4 de Puebla. En dicha legislatura fue secretaria de la comisión de Vigilancia de la Auditoría Superior de la Federación; e integrante de las comisiones de Cultura y Cinematografía; y, de Pueblos Indígenas.
En 2021 fue reelecta al cargo de diputada por el mismo distrito electoral, pero a la LXV Legislatura que concluirá en 2024. En esta segunda legislatura ocupa los cargos de secretaria de la comisión de Vigilancia de la Auditoría Superior de la Federación; e integrante de las comisiones de Cultura y Cinematografía; y, de Derechos Humanos.
Durante 2021, se enfrentó con el gobernador de Puebla, Miguel Barbosa Huerta, militante de su mismo partido; acusándolo de represión contra la población en el municipio de Coyomeapan como consecuencia de un conflicto postelectoral.